# Fary Seye
Fary Seye (29 de marzo de 1984) es una deportista senegalesa que compitió en judo. Ganó dos medallas en los Juegos Panafricanos en los años 2007 y 2011, y tres medallas en el Campeonato Africano de Judo entre los años 2008 y 2011.

## Palmarés internacional
| Juegos Panafricanos | Juegos Panafricanos     | Juegos Panafricanos | Juegos Panafricanos |
| Año                 | Lugar                   | Medalla             | Categoría           |
| ------------------- | ----------------------- | ------------------- | ------------------- |
| 2007                | Argel (Argelia)         | Medalla de bronce   | –57 kg              |
| 2011                | Maputo (Mozambique)     | Medalla de bronce   | –63 kg              |
| Campeonato Africano |                         |                     |                     |
| Año                 | Lugar                   | Medalla             | Categoría           |
| 2008                | Agadir (Marruecos)      | Medalla de bronce   | –57 kg              |
| 2009                | Puerto Louis (Mauricio) | Medalla de oro      | –63 kg              |
| 2011                | Dakar (Senegal)         | Medalla de bronce   | –63 kg              |